# Masters de Montecarlo 1984
El Abierto de Montecarlo 1984 fue un torneo de tenis masculino jugado sobre tierra batida. Fue la 78.ª edición de este torneo. Se celebró entre el 16 y el 20 de abril de 1984.

## Campeones

### Individuales
Henrik Sundström vence a  Mats Wilander, 6–3, 7–5, 6–2.

### Dobles
Mark Edmondson /  Sherwood Stewart vencen a  Jan Gunnarsson /  Mats Wilander, 6–2, 6–1.